# Digital humanvetenskap
Digital humanvetenskap (engelska: digital human sciences) är ett mångvetenskapligt studium av det digitala samhället. Det inkluderar humaniora, samhällsvetenskap och juridik. Exempel på företeelser som utforskas inom digital humanvetenskap är internethistoria, virtuella museer och digitaliserat kulturarv, Twittertrafiken kring ett visst samhällsfenomen, skolans implementering av digitala plattformar, AI-system inom rättsväsendet eller sjukvården, eller det sociala bruket av spelplattformar.
Digital humanvetenskap breddar forskningsfältet digital humaniora genom att även innefatta samhällsvetenskap och juridik.